# Ghorwane
Ghorwane és un grup musical de Moçambic d'estil marrabenta format en 1983. El nom és inspirat en un llac del districte de Chibuto, a la província de Gaza, d'on era originari Pedro Langa, líder del grup fins al seu assassinat en 2001. Aquest nom li va ser donat pel president de Moçambic Samora Machel durant un festival per celebrar els deu anys d'independència en 1985. Samora va declarar que "està prohibit mentir a la República Popular de Moçambic" i cita Ghorwane com a exemple. Ghorwane és el terme tsonga per bons nois. El seu estil és una combinació de música tradicional de Moçambic, afropop i fusió.
Ghorwane canta en llengües locals com tsonga, ronga i chopi. El compositor i saxofonista de la banda, José "Zeca" Alage, va ser assassinat el 1993, i el seu líder, Pedro Langa (1959-2001), en 2001. El seu àlbum de 2005 VANA VA NDOTA va ser dedicat ambdós.

## Discografia
- 1993: Majurugenta
- 1994: Não é preciso empurrar (trilha sonora)
- 1997: Kudumba'
- 2000: Mozambique Relief
- 2005: VANA VA NDOTA
- 2015: Kukavata